# Resultados do Carnaval de Porto Alegre em 1986
Resultados do Carnaval de Porto Alegre em 1986. O grupo principal foi vencido pela escola Bambas da Orgia que apresentou o enredo Alô! Alô! Taí os Bambas Revivendo Carmen Miranda.

## Grupo I
| Colocação | Escola                    | Pontuação | Ref.  |
| --------- | ------------------------- | --------- | ----- |
| 1º        | Bambas da Orgia           | 1473      | [ 1 ] |
| 2º        | Estado Maior da Restinga  | 1385      | [ 1 ] |
| 3º        | Academia de Samba Praiana | 1324      | [ 1 ] |
| 4º        | Acadêmicos da Orgia       | 1305      | [ 1 ] |
| 5º        | União da Vila do IAPI     | 1286      | [ 1 ] |
| 6º        | Imperadores do Samba      | 1240      | [ 1 ] |
| 7º        | Embaixadores do Ritmo     | 1143      | [ 1 ] |

## Grupo II
| Colocação | Escola                     | Pontuação | Nota      | Ref.  |
| --------- | -------------------------- | --------- | --------- | ----- |
| 1º        | Império da Zona Norte      | 1392      |           | [ 1 ] |
| 2º        | Garotos da Orgia           | 1357      |           | [ 1 ] |
| 3º        | Imperatriz Dona Leopoldina | 1240      |           | [ 1 ] |
| 4º        | Fidalgos e Aristocratas    | 1217      |           | [ 1 ] |
| 5º        | Beija-Flor do Sul          | 845       |           | [ 1 ] |
| 6º        | Realeza                    | 831       |           | [ 1 ] |
| 7º        | Milionários da Zona Sul    | 705       |           | [ 1 ] |
| 8º        | Portela                    | 634       | Rebaixada | [ 1 ] |

## Grupo III
| Colocação | Escola                       | Pontuação | Nota      | Ref.  |
| --------- | ---------------------------- | --------- | --------- | ----- |
| 1º        | Academia de Samba Relâmpago  | 1503      |           | [ 1 ] |
| 2º        | Estação Primeira da Figueira | 1011      |           | [ 1 ] |
| 3º        | Unidos do Umbú               | 935       |           | [ 1 ] |
| 4º        | Mangueira                    | 779       |           | [ 1 ] |
| 5º        | Filhos da Candinha           | 778       |           | [ 1 ] |
| 6º        | Copacabana                   | 743       |           | [ 1 ] |
| 7º        | Paineira                     | 728       | Rebaixada | [ 1 ] |

## Tribos
| Colocação | Tribo        | Pontuação | Nota            | Ref.  |
| --------- | ------------ | --------- | --------------- | ----- |
| 1º        | Os Tapuias   | 1097      |                 | [ 1 ] |
| 2º        | Os Comanches | 1089      |                 | [ 1 ] |
| 3º        | Guaianazes   | *         | Desclassificada | [ 1 ] |